# Materna Requiem
Materna Requiem est un requiem écrit par la compositrice Rebecca Dale en 2018.

## Contexte et création
Rebecca Dale compose son Materna Requiem pour commémorer le décès de sa mère. L'œuvre semble, selon Kate Wakeling, parfois un peu formelle et proche d'une bande sonore, notamment dans le Pie Jesu pour ténor, chanté par Trystan Griffiths, qui paraît très saccharien.

## Structure
L'œuvre comprend dix mouvements qui suivent la messe des morts traditionnelle :
1. Introit
2. Kyrie
3. Pie Jesu
4. Lacrimosa
5. Agnus Dei
6. Paradisum Interlude
7. Ave Maria
8. Dies Irae et Requiem Variations
9. Libera me
10. In Paradisum

La durée totale est d'environ 45 minutes.

## Discographie
- Requiem for My Mother, Deutsche Grammophon.